# Artiom Wachitow
Artiom Olegowicz Wachitow (ros. Артё́м Оле́гович Вахитов; ur. 4 kwietnia 1991 w Prokopjewsku) – rosyjski kick-bokser oraz zawodnik muay thai i mieszanych sztuk walki (MMA). Multimedalista amatorskich mistrzostw IFMA w muay thai, zawodowy mistrz świata m.in. WMC w wadze ciężkiej oraz były mistrz Glory w wadze półciężkiej.

## Kariera kick-bokserska
Wachitow posiada bogatą karierę amatorską w muay thai i dyscyplinach pokrewnych. W jego dorobku znajdują się m.in. złote medale mistrzostw świata i Europy w muay thai organizacji International Federation of Muaythai Amateur (IFMA). Jest również wielokrotnym mistrzem krajowym w tejże dyscyplinie. W latach 2009–2011 walczył na turniejach Tatneft Cup w Kazaniu, gdzie ulegał m.in. koledze klubowemu Artiomowi Lewinowi oraz Kanadyjczykowi Simonowi Marcusowi. 2 grudnia 2011 zdobył pierwszy zawodowy tytuł mistrzowski, pokonując Portugalczyka Vando Cabrala i zostając mistrzem Europy World Muaythai Council (WMC) w wadze super półciężkiej. W 2013 związał się z największą kickbokserską organizacją na świecie, Glory, wygrywając dla niej trzy pojedynki z rzędu m.in. z Igorem Jurkoviciem. 14 czerwca 2014 został mistrzem świata WMC w wadze ciężkiej. 
3 marca 2015 przegrał z Brazylijczykiem Saulo Cavalarim, w eliminatorze do pasa mistrzowskiego Glory. Po dwóch wygranych w organizacji (m.in. nad Danyo Ilungą), ponownie stanął przeciwko Cavalariemu. 12 marca 2016 na Glory 28, pokonał na punkty Brazylijczyka i odebrał mu tytuł mistrzowski w wadze półciężkiej. W czerwcu 2016 po raz pierwszy miał bronić tytułu w starciu z Mouradem Bouzidim, lecz kontuzja wyeliminowała go z pojedynku. 
5 listopada 2016 na Glory 35, zmierzył się z posiadaczem tymczasowego pasa wagi półciężkiej Zackiem Mwekassą w walce unifikacyjnej. Ostatecznie Wachitow pokonał tymczasowego mistrza przez techniczny nokaut w 2. rundzie.
24 lutego 2017 zmierzył się po raz trzeci z Cavalarim, tym razem pokonując go przed czasem w drugiej rundzie. 28 października 2017 w trzeciej obronie pasa pokonał Brazylijczyka Ariela Machado jednogłośnie na punkty.
10 sierpnia 2018 podczas gali Glory 56 w Denver pokonał w rewanżu Danyo Ilungę jednogłośnie na punkty, broniąc po raz czwarty mistrzostwo wagi półciężkiej.
W walce wieczoru jubileuszowej gali Glory 100, która odbędzie się 14 czerwca 2025 zawalczy o pas wagi ciężkiej Glory z mistrzem Rico Verhoevenem.

## Kariera MMA
Zadebiutował w mieszanych sztukach walki 11 czerwca 2023 na Open FC 31, gdzie zmierzył się Ashrafem Bashandym. Przegrał walkę przez techniczny nokaut w pierwszej rundzie, zwichnąwszy łokieć 55 sekund po rozpoczęciu walki. 
W drugiej walce MMA zmierzył się z Siyavushem Salokhovem 27 stycznia 2024 na WEF 130. Wygrał walkę przez techniczny nokaut w drugiej rundzie.
Niecały miesiąc później na wydarzeniu Naiza FC 57 w Ałmaty, pokonał Valishera Khambaeva poprzez niskie kopnięcia. Dla Wachitowa była to trzecia walka zakończona przez techniczny nokaut.
Po dwóch zwycięstwach przed czasem, w kolejnej walce zawalczył z Islemem Masrafem na gali Dana White's Contender Series 71, która odbyła się 8 października w Las Vegas. Pojedynek zwyciężył przez techniczny nokaut w pierwszej rundzie i zapewnił sobie kontrakt z Ultimate Fighting Championship po tym, jak polecił go jego były rywal, Alex Pereira. 
25 marca 2025 roku pojawiła się informacja, że Wakhitow odrzucił ofertę kontraktu UFC i postanowił wrócić do kick-boxingu i organizacji Glory. 

## Osiągnięcia[23][3]
Zawodowe:
- 2010: Tatneft Cup – finalista turnieju kat. -80 kg
- 2011: mistrz Europy WMC w wadze super półciężkiej (-82,5 kg)
- 2014: mistrz świata WMC w wadze ciężkiej (-95 kg)
- 2014: mistrz Battle of Champions w kat. -95 kg
- 2016: mistrz świata Glory w wadze półciężkiej (-95 kg)

Amatorskie:
- International Federation of Muaythai Amateur:
  - 2008 Mistrzostwa Rosji IFMA w Muaythai – 1. miejsce
  - 2009 Mistrzostwa Rosji IFMA w Muaythai – 1. miejsce
  - 2009 Mistrzostwa Europy IFMA w Muaythai – 1. miejsce
  - 2010 Mistrzostwa Rosji IFMA w Muaythai – 1. miejsce
  - 2010 Mistrzostwa Europy IFMA w Muaythai – 1. miejsce (-81 kg)
  - 2010 Mistrzostwa Świata IFMA w Muaythai – 1. miejsce
  - 2011 Mistrzostwa Rosji IFMA w Muaythai – 1. miejsce (-86 kg)
  - 2011 Mistrzostwa Europy IFMA w Muaythai – 1. miejsce (-86 kg)
  - 2011 Mistrzostwa Świata IFMA w Muaythai – 1. miejsce (-81 kg)
  - 2012 Mistrzostwa Europy IFMA w Muaythai – 1. miejsce
  - 2012 Mistrzostwa Świata IFMA w Muaythai – 1. miejsce (-86 kg)
  - 2013 Mistrzostwa Rosji IFMA w Muaythai – 1. miejsce (-91 kg)

- Igrzyska Sportów Walki:
  - 2010: I Igrzyska Sportów Walki – 2. miejsce w kat. 81 kg (w muay thai)
  - 2013: II Igrzyska Sportów Walki – 1. miejsce w kat. 91 kg (w muay thai)

- Puchar Rosji w Muay Thai:
  - 2009: Puchar Rosji – 1. miejsce
  - 2010: Puchar Rosji – 1. miejsce
  - 2011: Puchar Rosji – 1. miejsce